# Козлоялово
Козлоя́лово (рос. Козлоялово, башк. Ҡуҙлыял) — присілок у складі Калтасинського району Башкортостану, Росія. Входить до складу Амзібашівської сільської ради.
Населення — 151 особа (2010; 218 у 2002).
Національний склад:
- марійці — 96 %